# فرقة غارودا
فرقة غارودا أو كتيبة غارودا (بالإندونيسية: Kontingen Garuda)‏ وتختصر بـ KONGA، هي وحدة حفظ سلام تابعة للجيش الوطني الإندونيسي (بالإندونيسية: Tentara Nasional Indonesia)‏ (TNI) وكانت تُعرف سابقًا باسم قوات جمهورية إندونيسيا (Angkatan Perang RI)، وتعمل ضمن بعثات الأمم المتحدة. منذ أول مهمة لها التي بدأت في 27 نوفمبر 1956، تم نشر فرقة غارودا في ثلاث قارات.
تتألف كتيبة غارودا من وحدات مختارة بعناية من الجيش الإندونيسي، وتعمل تحت مظلة الأمم المتحدة لتحقيق السلام والمساعدة الإنسانية في مناطق النزاعات. وتشمل مهامها مراقبة وقف إطلاق النار، وتقديم المساعدات الإنسانية، ودعم جهود إعادة الإعمار.
منذ تأسيسها في عام 1956، قامت الكتيبة بالانتشار في مناطق مختلفة حول العالم، مثل إفريقيا وآسيا وأوروبا، حيث شاركت في بعثات متعددة للأمم المتحدة. وقد اكتسبت سمعة مرموقة بفضل احترافيتها واستعدادها للتضحية من أجل تحقيق السلام والاستقرار. وتعتبر كتيبة غارودا مصدر فخر لإندونيسيا، حيث تمثل التزام البلاد بدعم السلام العالمي وتعزيز العلاقات الدولية.